# Éméville
Éméville ist eine französische Gemeinde mit 285 Einwohnern (Stand: 1. Januar 2022) im Département Oise in der Region Hauts-de-France. Sie gehört zum Arrondissement Senlis und zum Kanton Crépy-en-Valois.

## Geographie
Éméville liegt etwa 40 Kilometer ostnordöstlich von Senlis und etwa 32 Kilometer südöstlich von Compiègne. Umgeben wird Éméville von den Nachbargemeinden Haramont im Norden und Osten, Vez im Süden sowie Bonneuil-en-Valois im Westen.

## Einwohner
| 1962                      | 1968 | 1975 | 1982 | 1990 | 1999 | 2006 | 2013 |
| ------------------------- | ---- | ---- | ---- | ---- | ---- | ---- | ---- |
| 155                       | 133  | 142  | 180  | 226  | 279  | 269  | 295  |
| Quelle: Cassini und INSEE |      |      |      |      |      |      |      |

## Sehenswürdigkeiten
- Kirche Saint-Léger aus dem 13. Jahrhundert, Monument historique seit 1937 (siehe auch: Liste der Monuments historiques in Éméville)

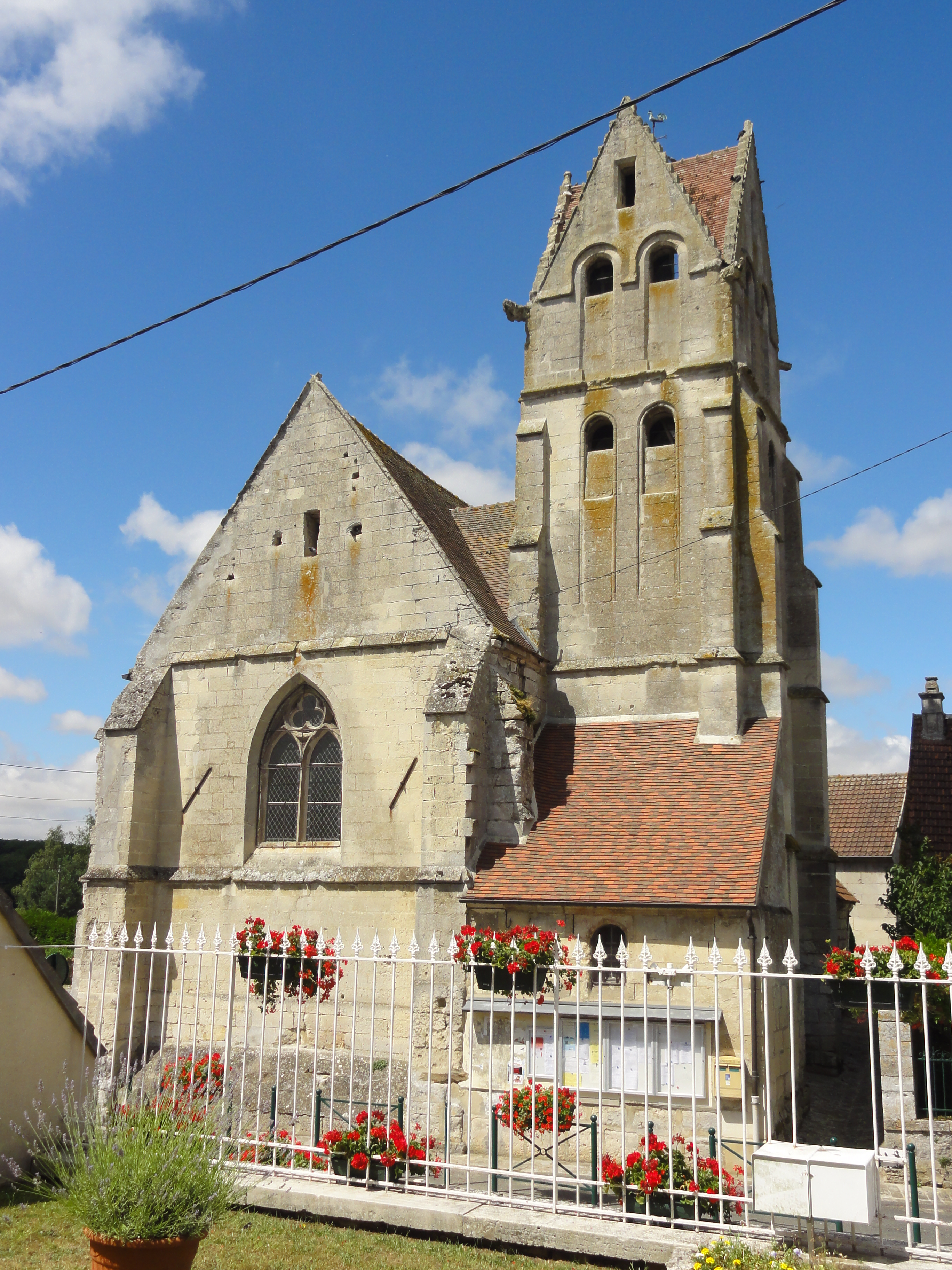
Kirche Saint-Léger